# Алмазное (озеро, Киев)
Алмазное (укр. Алмазне) — озеро, расположенное на территории Деснянского района Киева; крупнейшее по площади озеро Киева и Деснянского района. Площадь — 1,628 км² (162,8 га). Тип общей минерализации — пресное. Происхождение — антропогенное. Группа гидрологического режима — проточное.

## География
Длина — 3,6 км. Ширина наибольшая — 0,67 км. Глубина средняя — м, наибольшая — 35 м. Озеро не используется.
Озеро появилось в 1980-х годах как карьер № 6, после намыва песка для строительства жилого массива Вигуровщина-Троещина на месте небольшого торфяного болота. После карьер был затоплен. В современных размерах водоем с 1990 года.
Озёрная котловина неправильной (в виде полукруга) формы вытянутая с северо-востока на юг-запад. Озеро расположено восточнее жилого массива Вигуровщина-Троещина на западной окраине леса Белодубравского лесничества. На востоке в озеро впадает ручей, а на западе озеро соединено с Выгуровскими озёрами. Берега пологие, поросшие камышовой растительностью (тростник обыкновенный, рогоз узколистый, рогоз широколистый.)
В озере водится более 10 видов рыб, в основном щука, лещ, карась, окунь, линь. Есть раки.
Озеро находится на Троещине, улица Осипа Мандельштама (ранее называлась улица Крайняя).